# Huenia proteus
Huenia proteus är en kräftdjursart som beskrevs av De Haan 1839. Huenia proteus ingår i släktet Huenia och familjen Epialtidae. Inga underarter finns listade i Catalogue of Life.